# 狗賓

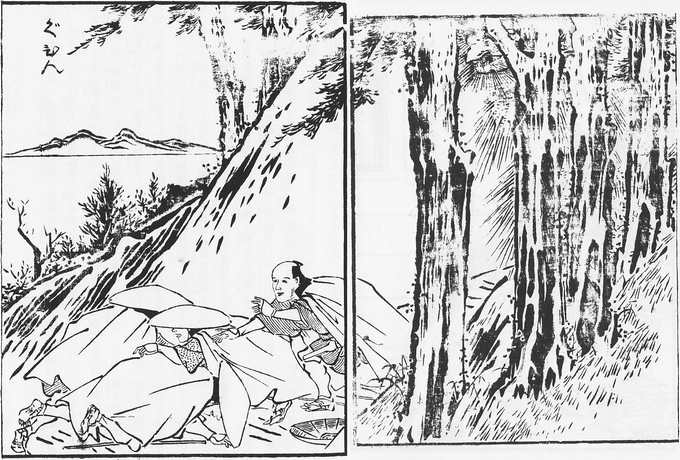
勝川春英『列国怪談聞書帖』より「ぐひん」（右上の樹木のあいだに大きな鼻をした顔が描かれている）

狗賓（ぐひん）は、日本各地に伝わる妖怪。グヒンという言葉は、天狗（てんぐ）の異名・別名として広く用いられてきた。

## 概要
青森県、茨城県、群馬県、新潟県、静岡県、愛知県、大阪府、岡山県、広島県、鳥取県、島根県、山口県、香川県をはじめ、一般的な天狗の呼称として日本各地でグヒンの語が用いられている。江戸時代などの古典籍にも使用が確認できるが、グヒンという言葉の語源や語義については詳しくわかっていない。
新潟県の布部（村上市）では、山で仕事をしているときにはゴヒンサマと口にしてはならないと語られており、婉曲的に「鼻の高い人」という言葉を山の中では用いたという。
広島県の元宇品（広島市）では、狗賓は宮島の弥山に祀られている三鬼さん（三鬼大権現）の眷属として住んでいると言い伝えられており、狗賓がよく遊びに来るという元宇品の山林には、枯れた木以外は枝一本、葉っぱ一枚も取ってはならない掟があったという。
天狗・狗賓は日本全国各地の山奥に棲むと語られる。寺社に祀られ信仰される天狗や烏天狗は修験道や密教などの仏教的な性格を濃厚に持つが、各地で語られる天狗・狗賓は山岳信仰の土俗的な神に近い性格も豊富である。後者は人間の生活にとって、より身近な存在であり、特に山仕事をする人々は、山で木を切ったりするために天狗や狗賓と密接に交流し、狗賓の信頼を受けることが最も重要とされていた。狗賓の怒りを買うと人間たちに災いがふりかかると信じられており、そうした怒りを鎮めるための習俗や祭礼を日本各地で見ることができる。
天狗・狗賓は山の神の使者ともいえ、人間に山への畏怖を与えることが第一の仕事とも考えられている。山の中で木の切り倒される音のみが響き、実際には木が倒れていることはない不思議な現象（天狗倒し）は天狗・狗賓が起こすものだとされたり、天狗笑い、天狗礫、天狗火なども狗賓の仕業とであると同列に語られたりして来た。
『書言字考節用集』をはじめとした江戸時代の辞書には、狗賓は天狗のことであるとの記述が広く見られ、中山信名によって稿本が書かれた『新編常陸国誌』に収録された方言のなかにも、グヒンが天狗の一名であるという記載が見られる。おなじものを示しているため、「狗賓」に「てんぐ」という熟字訓を用いることや、天狗たちの住むとされる谷を「狗賓の住家」などと称する表現などをはじめ、同義語としての使用やひとつの文中での併用も多い。また、外国人が日本語を知るために編んだ『日葡辞書』（1603-1604年）にも、グヒンは「天狗」のこと、テングは「悪魔・狗賓」のことだという語義で掲載されている。そのため、キリシタン版の書物の文章では、サタンの訳語に狗賓・天狗も使用されている。それをもとにしたレオン・パジェス 『日仏辞書』（1868）などでも、この解説は踏襲されており、グヒン（Goufin）は「天狗・悪魔」のことだと記載されている。

### 狗賓餅
岐阜県や長野県においては、山の神や天狗・狗賓に供える味噌をつけて焼いた五平餅を狗賓餅と呼んでいる。これは『想山著聞奇集』（巻1）に記載されているもので、天狗たちは狗賓餅の焼ける香りをとても好むとされる。

## 天狗以外の姿の狗賓
青森県の八甲田などでは、天狗をグヒンと称するほか、サルの年を経て変化したものをグヒンとも呼んでいたという。
群馬県では、天狗をグヒンと称するほか、上野勇『万場の方言』には、山に出るイヌに似た姿をしたものもグヒンと呼んでいた事例が記載されている。この山に出る犬のようなグヒンは「天狗の使者」だと言い、オイオイと鳴くという。
愛知県知多郡では、鬼火などの怪火をグヒンとも称していた。